# Skegby (Bassetlaw)
Skegby – osada w Anglii, w hrabstwie Nottinghamshire. Leży 16 km od miasta Newark-on-Trent. Posiada 3 farmy i 3 domy. Skegby jest wspomniana w Domesday Book (1086) jako Scachebi.